# Nyangbo (Volk)
Die Nyangbo sind ein Volk in Ghana, die auch Tutrugbu genannt werden. 
Die Nyangbo leben im Südosten Ghanas in der Volta Region. Neben den Avatime und den Tafi zählen die Nyanbo zur Avatime-Nyangbo Sprachgruppe.
Sie sprechen das Nyangbo als Muttersprache.